# Caenocoris nerii
Caenocoris nerii ist eine Wanze aus der Familie der Bodenwanzen (Lygaeidae). Im Englischen trägt die Wanzenart die Bezeichnung Oleander Seed Bug (deutsch: „Oleander-Samenwanze“).

## Merkmale
Die schlanken Wanzen werden 7,5 bis 9,5 Millimeter lang, wobei die Weibchen im Schnitt größer werden als ihre männlichen Artgenossen. Die Wanzen besitzen eine schwarz-rote Färbung. Der Hinterleib ist rot gefärbt. Der Kopf ist an den Seiten und am Hinterkopf rot, ansonsten schwarz. Fühler und Beine sind vollständig schwarz. Der ansonsten schwarze Halsschild besitzt an den Seiten einen roten Rand. An der Basis des Scutellums befinden sich zwei schwarze dreieckige Flecke. Die apikale Hälfte des Scutellums ist rot gefärbt. Die Hemyelytren weisen ebenfalls ein rot-schwarzes Muster auf: Die basalen Ecken sind rot. Der Rand von Clavus und Cuneus beginnend an der Spitze des Scutellums ist ebenfalls rot gefärbt. Ansonsten sind die Hemielytren schwarz. Die Membran ist dunkel. Diese bedeckt den Hinterleib nicht immer vollständig.

## Verbreitung
Die Art ist im europäischen Mittelmeerraum verbreitet. Ihr Vorkommen reicht von den Kanarischen Inseln im Westen über die Iberische Halbinsel und die nördliche Mittelmeerküste bis nach Zypern. Weiterhin kommt die Art in der Afrotropis sowie in der Orientalis vor.

## Lebensweise
Die Art nutzt als Hauptwirtspflanze den Oleander (Nerium oleander). Die Weibchen legen auf dessen Blättern ihre Eier in größeren Paketen ab. Die verschiedenen Nymphenstadien ernähren sich vom Pflanzensaft ihrer Wirtspflanzen und überwintern. Die im Frühjahr und Frühsommer erscheinenden Imagines ernähren sich hauptsächlich von den Früchten und Samen der Oleanderpflanzen.

### Aposematismus und sequestrierte Cardenolide
Aufgrund ihres Aposematismus (Warnfärbung) sowie den Giftstoffen, die sie mit ihrer Nahrung aufnehmen, werden die Wanzen von möglichen Fressfeinden gemieden. Selbst die Eier sind giftig. Bei den Toxinen von Caenocoris nerii handelt es sich um mindestens vier verschiedene Cardenolide, herzwirksame Glycoside, darunter Adigosid, Nerigosid und Strospesid. Diese stammen von Oleander. Das in Oleander hauptsächlich vorkommende Cardenolipid Oleandrin sequestrierten die Wanzen jedoch nicht.

## Bildergalerie

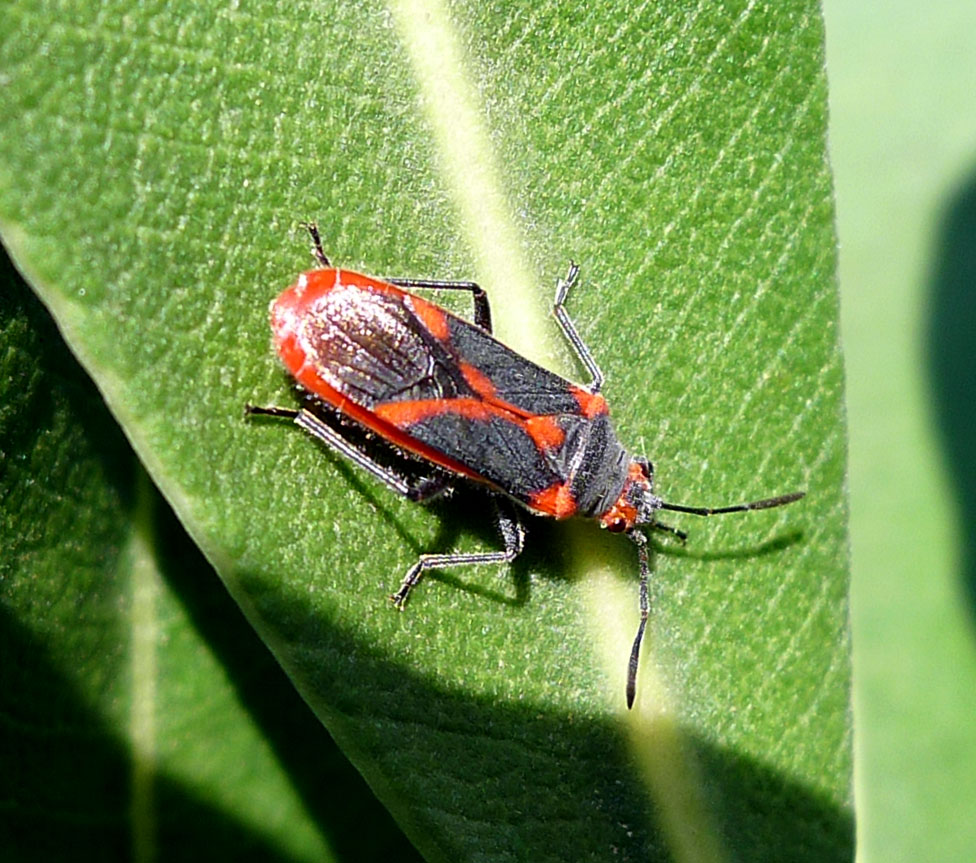
Die Membran bedeckt nicht den ganzen Hinterleib
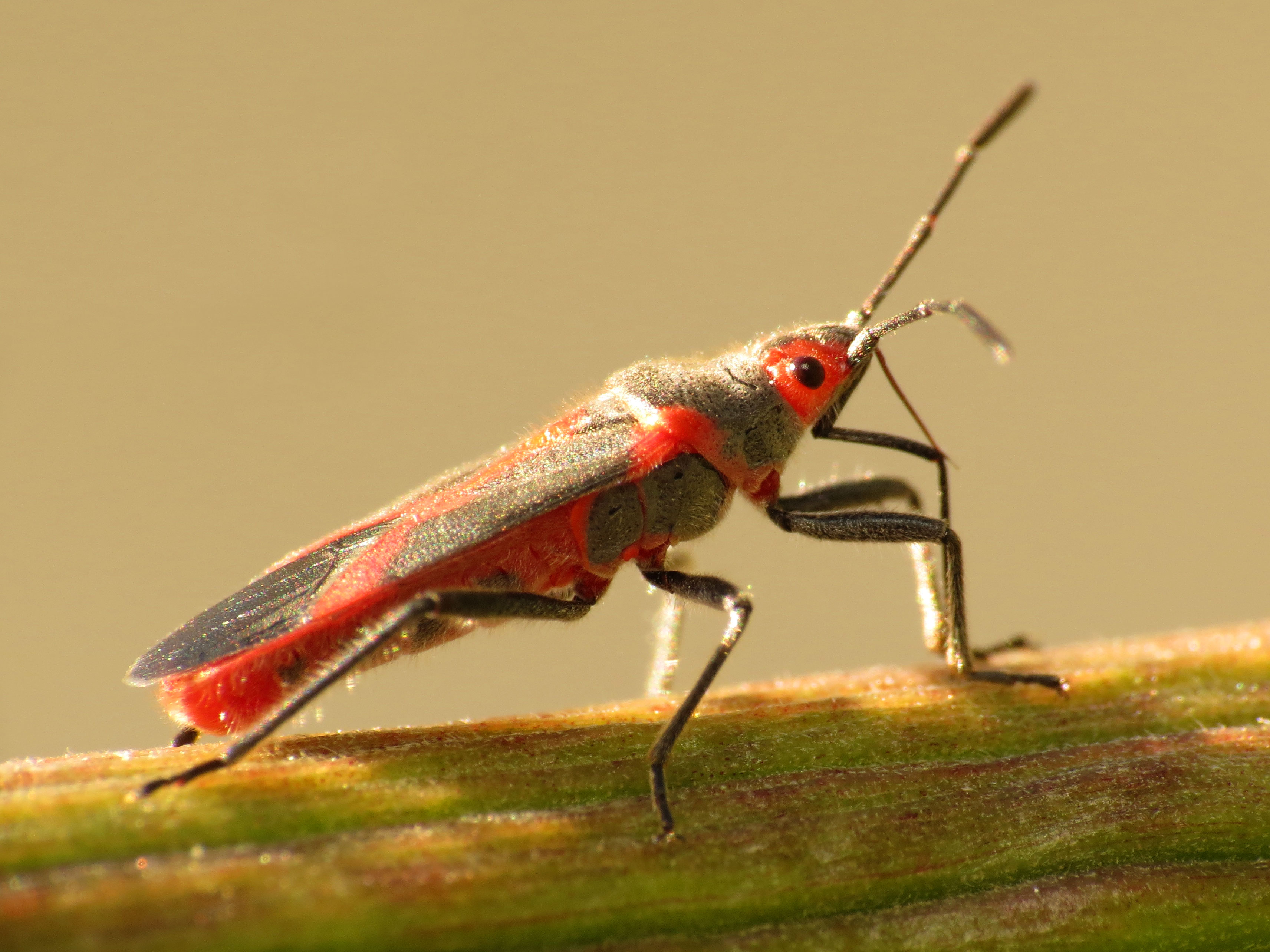
Seitenansicht
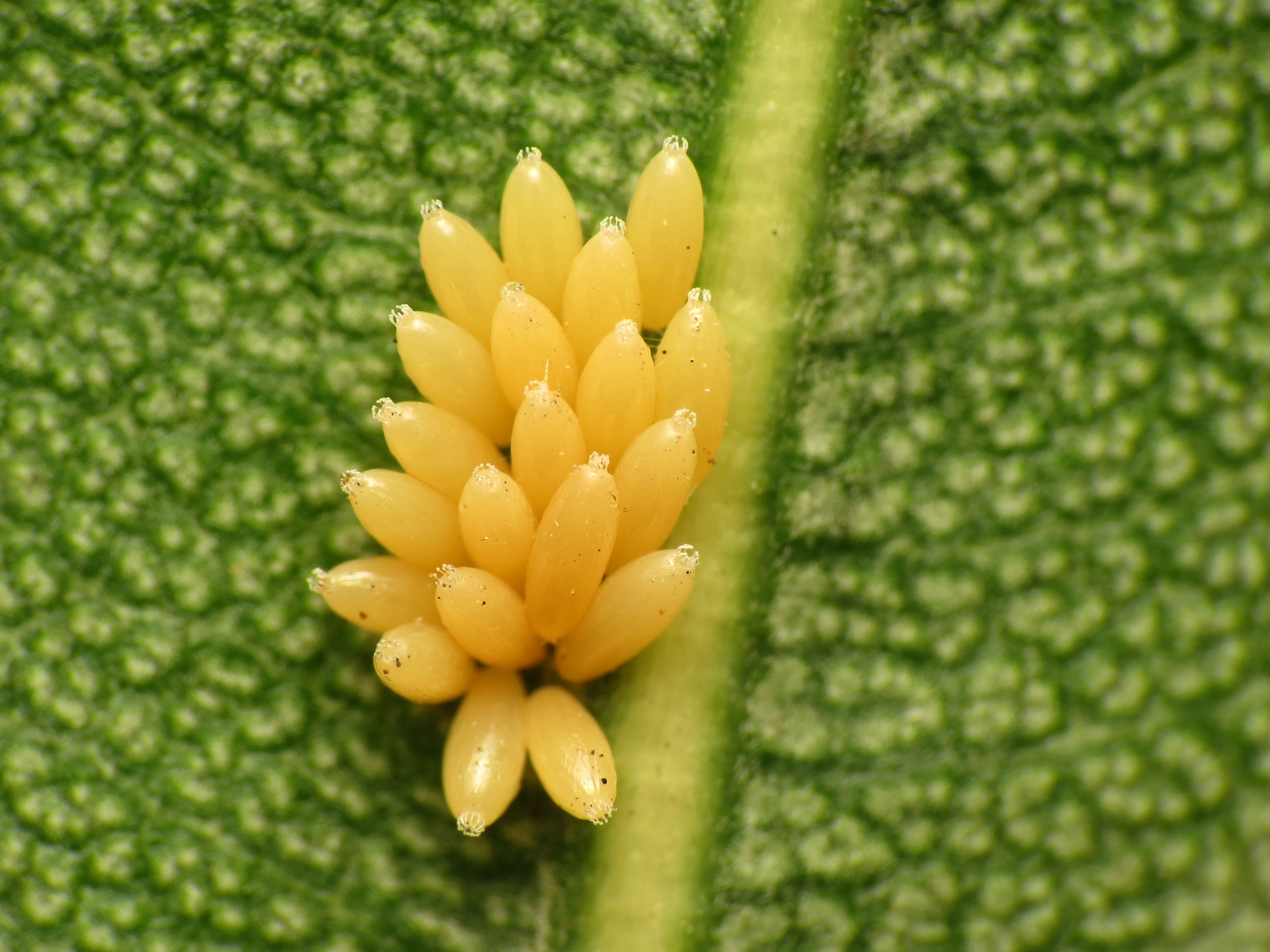
Wanzeneier
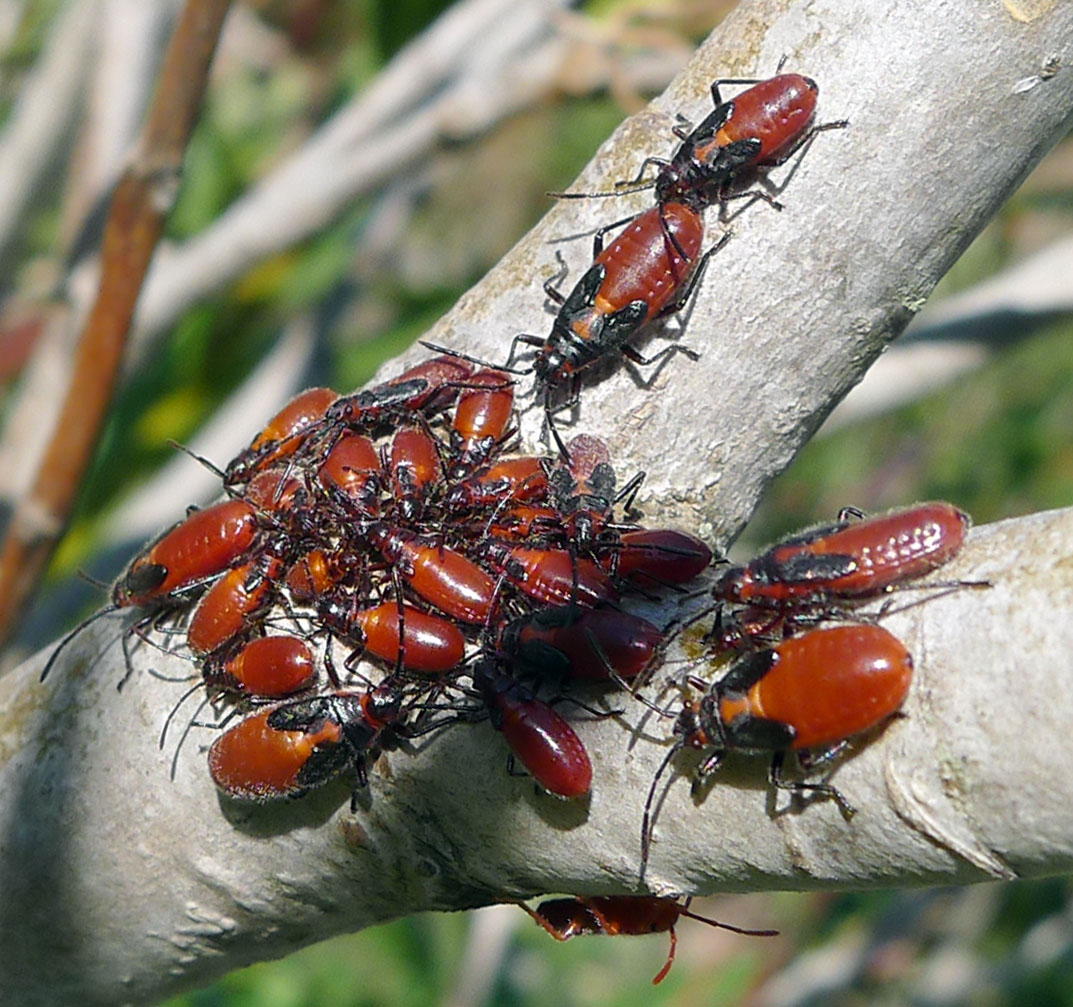
Nymphen